# روشيدو
روشيدو (بالبرتغالية: Rochedo‏)؛ بلدية تقع في ولاية ماتو جروسو دو سول البرازيلية. بلغ عدد سكانها بحسب تقديرات عام 2005 نحو 4882 نسمة، وتصل مساحتها إلى 1,561 كيلو متر مربع.